# Adénosylcobalamine
L'adénosylcobalamine, également appelée cobamamide, adocobalamine, voire dibencozide, est l'une des formes actives de vitamine B12, avec la méthylcobalamine. Elle est disponible commercialement sous forme de comprimés, mais pas sous forme injectable, contrairement aux trois autres formes de vitamine B12 (méthylcobalamine, hydroxocobalamine et cyanocobalamine).

Diagramme schématique de la voie métabolique du propionate. L'adénosylcobalamine est nécessaire en tant que coenzyme de la méthylmalonyl-CoA-mutase pour convertir le L-méthylmalonyl-CoA en succinyl-CoA, sinon l'acide méthylmalonique s'accumule.

La méthylmalonyl-CoA mutase est une enzyme qui utilise l'adénosylcobalamine comme coenzyme.